# ولیکی کامن
ولیکی کامن (اسلوونیایی: Veliki Kamen) یک زیستگاه انسانی در اسلوونی است که در Lower Styria واقع شده‌است.

## خصوصیات
ولیکی کامن ۳٫۰۳ کیلومترمربع مساحت و ۲۴۲ نفر جمعیت دارد و ۲۹۵٫۱ متر بالاتر از سطح دریا واقع شده‌است.